# Shantel

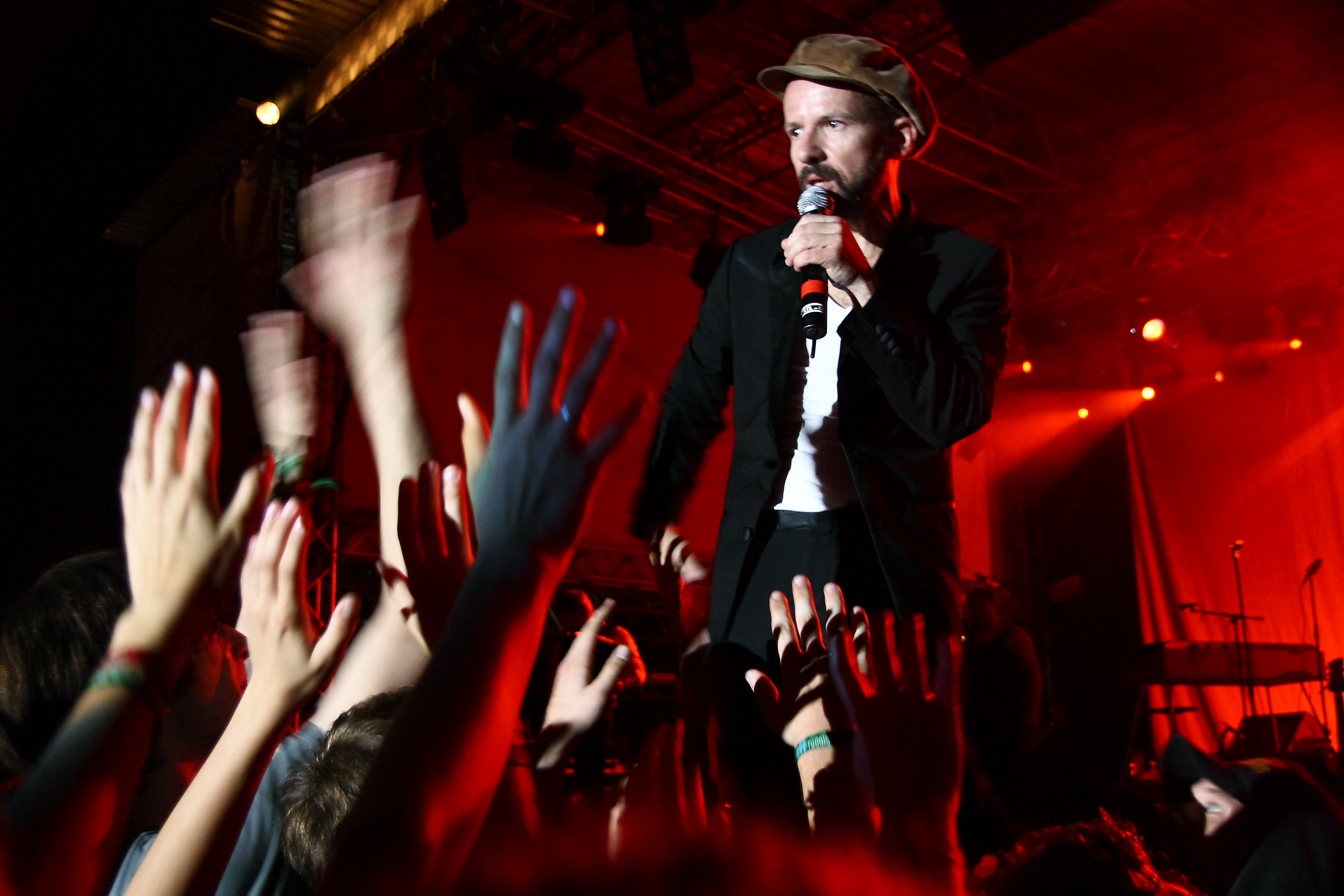
Shantel, Rudolstadt 2012

Shantel, właśc. Stefan Hantel (ur. 2 marca 1968 w Mannheim) – niemiecki DJ i producent muzyczny wywodzący się z rodziny pochodzącej z północnej Bukowiny.
Shantel jest twórcą międzygatunkowych brzmień, tworząc oryginalny styl stanowiący połączenie popu, muzyki etnicznej i disco. W swej twórczości łączy tradycyjne bałkańskie rytmy, muzykę cygańską, klezmerską i elektroniczną muzykę dyskotekową. Jego hity „Bucovina”, „Disko Partizani” „Disko Boy” czy „Citizen of Planet Paprika” zyskały popularność zarówno w Niemczech, jak i w wielu innych krajach Europy.
W 2006 Shantel został laureatem nagrody BBC Radio 3 Awards for World Music w kategorii Club Global. Jest również autorem muzyki do nagrodzonego w 2007 roku w Cannes filmu Na krawędzi nieba Fatiha Akına. Jego remix z Mahala Rai Banda trafił również na ścieżkę dźwiękową filmu „Borat” i zaowocował specjalną trasą koncertową.
W Polsce Shantel występował dotychczas 1 lipca 2008 roku na Wrocław Non Stop, w nocy z 3 na 4 sierpnia 2012 roku na festiwalu Przystanek Woodstock, 7 września 2014, z zespołem Bucovina Club Orkestar, na festiwalu Europejski Festiwal Smaku oraz 2 maja 2022 na festiwalu 3-Majówka we Wrocławiu.

## Dyskografia
- Club Guerilla (1995)
- Auto Jumps & Remixes (1997)
- Higher than the Funk (1998)
- Great Delay (2001)
- Bucovina Club (2003)
- Bucovina Club, Vol. 2 (2005)
- Disko Partizani (2007)
- Auf der anderen Seite (ścieżka dźwiękowa do filmu „Na krawędzi nieba” 2007),
- Planet Paprika (2009)
- Anarchy + Romance (2013)
- Mojo Club Session (2014)
- Viva Diaspora (2015)